# Urzędów (gmina)
Urzędów (do 1870 gmina Ostrów) – gmina miejsko-wiejska w województwie lubelskim, w powiecie kraśnickim. W latach 1975–1998 gmina położona była w województwie lubelskim.
Siedziba gminy to Urzędów.
Według danych z 30 czerwca 2004 gminę zamieszkiwało 8857 osób. Natomiast według danych z 31 grudnia 2019 roku gminę zamieszkiwały 8582 osoby.

## Ochrona przyrody
Na obszarze gminy znajduje się rezerwat przyrody Natalin chroniący skupienie jodły na północno-wschodniej granicy jej zasięgu.

## Struktura powierzchni
Według danych z roku 2002 gmina Urzędów ma obszar 119,06 km², w tym:
- użytki rolne: 78%
- użytki leśne: 17%

Gmina stanowi 11,84% powierzchni powiatu.
Po reformie samorządowej weszła w skład powiatu kraśnickiego. Pod względem wielkości zaliczana jest do jednej z większych w powiecie. Podzielona jest na 22 sołectwa. 	
Jest to gmina rolnicza, z dominującym sadownictwem i uprawą owoców miękkich. Na terenie gminy Urzędów występują złoża piasku i gliny. Korzystne uwarunkowania środowiskowe powodują, iż poza produkcją rolną możliwy jest rozwój agroturystyki. Perspektywicznie, na podstawie istniejącej bazy surowcowej, planowana jest rozbudowa działających zakładów przetwórstwa rolno-spożywczego i chłodniczego.

## Demografia

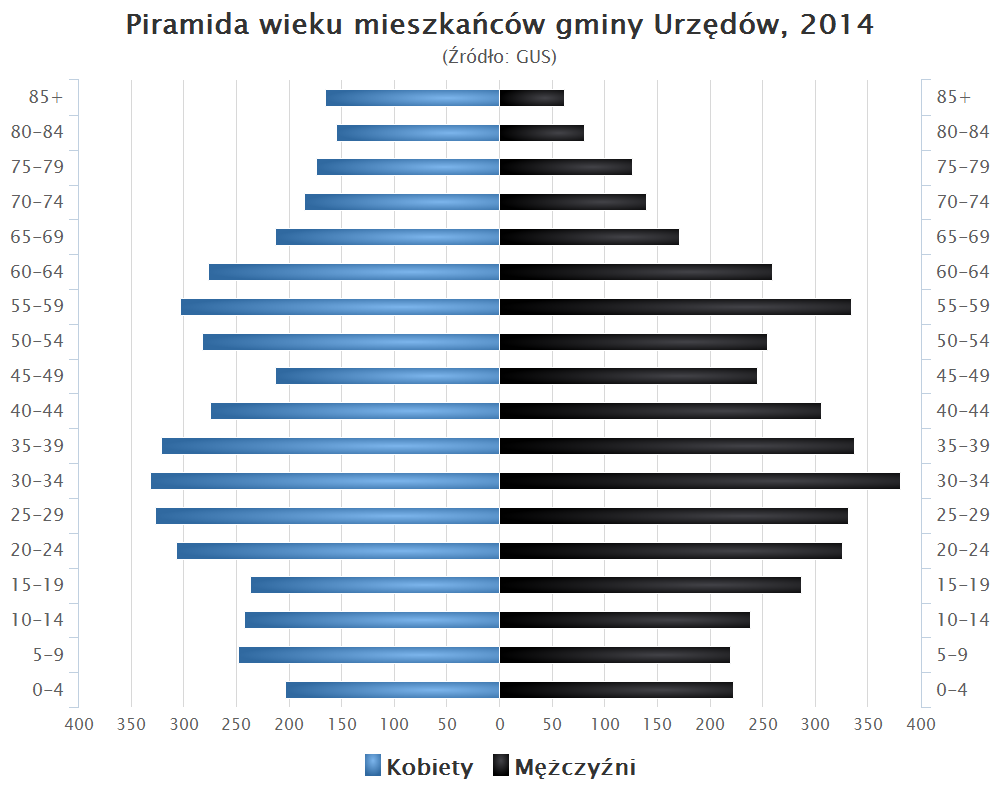
Piramida wieku mieszkańców gminy Urzędów w 2014 roku

Dane z 30 czerwca 2004:
| Opis                              | Ogółem | Ogółem | Kobiety | Kobiety | Mężczyźni | Mężczyźni |
| --------------------------------- | ------ | ------ | ------- | ------- | --------- | --------- |
| jednostka                         | osób   | %      | osób    | %       | osób      | %         |
| populacja                         | 8857   | 100    | 4471    | 50,5    | 4386      | 49,5      |
| gęstość zaludnienia (mieszk./km²) | 74,4   | 74,4   | 37,6    | 37,6    | 36,8      | 36,8      |

## Sołectwa
Bęczyn, Boby-Kolonia, Boby-Księże, Boby-Wieś, Góry, Józefin, Kozarów, Leszczyna, Majdan Bobowski, Majdan Moniacki, Mikołajówka, Mikuszewskie, Moniaki, Natalin, Popkowice, Popkowice Księże, Rankowskie, Skorczyce, Urzędów, Wierzbica, Zadworze, Zakościelne.

## Pozostałe miejscowości
Konradów, Leśniczówka, Metelin, Moniaki-Kolonia, Okręglica-Kolonia, Wierzbica-Kolonia.

## Sąsiednie gminy
Borzechów, Chodel, Dzierzkowice, Józefów nad Wisłą, Kraśnik (gm. wiejska), miasto Kraśnik (gm. miejska), Opole Lubelskie, Wilkołaz